# James Valoue
James Valoue, também referenciado como Valouë, Valoué or Valouè, foi um relojoeiro do século XVIII.
Foi laureado com a Medalha Copley de 1738, "por sua invenção de uma engenhoca para direcionar os pilares de uma fundação para a ponte a ser construída em Westminster, cujo modelo foi apresentado à Royal Society".